# Richard O’Connor (polityk)
Richard O’Connor (ur. 4 sierpnia 1851 w Sydney, zm. 18 listopada 1912 tamże) – australijski prawnik i polityk, członek pierwszego gabinetu federalnego po powstaniu Związku Australijskiego.

## Życiorys

### Kariera zawodowa
Ukończył studia prawnicze, zaś karierę zawodową zaczynał jako urzędnik w kancelarii parlamentu kolonii Nowa Południowa Walia. W 1876 uzyskał prawo wykonywania zawodu adwokata. Równocześnie z praktyką prawniczą, udzielał się również jako publicysta związany z prasą adresowaną do australijskich katolików oraz osób pochodzenia irlandzkiego (zresztą te grupy w dużej mierze pokrywały się).

### Kariera polityczna
W 1887 został wybrany do Rady Ustawodawczej kolonii z ramienia Partii Protekcjonistycznej. W latach 1891–93 był ministrem sprawiedliwości kolonii.
Należał do najbardziej aktywnych zwolenników powstania federacji wśród polityków ze swojej kolonii, dzięki czemu znalazł się w składzie delegacji Nowej Południowej Walii na konwencje mające wypracować konstytucję przyszłego Związku. Gdy w 1901 Związek stał się wreszcie faktem, został wybrany do pierwszego składu Senatu. Był także wiceprzewodniczącym Federalnej Rady Wykonawczej w gabinecie Bartona.

### Sędzie Sądu Najwyższego
W 1903 – podobnie jak sam premier – wycofał się z życia politycznego i przyjął nominację na sędziego Sądu Najwyższego. Zasiadał w nim aż do swej śmierci w roku 1912. Pod koniec życia chorował na niedokrwistość Addisona-Biermera.